# 末広町 (横浜市鶴見区)
末広町（すえひろちょう）は、神奈川県横浜市鶴見区の町名。現行行政地名は末広町1丁目及び末広町2丁目（字丁目）。住居表示未実施区域。

## 地理と交通
鶴見区南部の、鶴見川左岸河口付近に位置する。面積は2.305km²。JR鶴見線弁天橋駅付近の水路を境に西が1丁目、東が2丁目となる。全域が工場等で占められ、1・2丁目とも人口はゼロである。
南は海に面し、東は旭運河を挟み安善町、西は鶴見川を挟み生麦二丁目および大黒町、北は鶴見線を境に小野町・弁天町に接する。神奈川県道6号東京大師横浜線（産業道路）には鶴見川を渡る鶴見大橋が架かり、その上部には首都高速神奈川1号横羽線の高架橋が通る。鶴見線には町内に浅野駅・新芝浦駅・海芝浦駅、弁天町の当町隣接地に弁天橋駅が設けられている。このほか、川崎鶴見臨港バスが鶴見駅東口と1丁目南部のふれーゆ、川崎駅東口と2丁目の新芝浦駅近くの東芝京浜を結ぶ路線バスを運行している。

## 歴史と進出企業
1914年～1915年（大正3～4年頃）より、鶴見埋立組合（現在の東亜建設工業）により埋立が始められた土地で、1916年に1丁目の一部、1922年に2丁目に相当する部分が竣工した。1916年10月15日に神奈川県橘樹郡町田村字末広の地名が付けられた。末広の名は、鶴見埋立組合創業者の浅野総一郎の家紋から採られた。町田村は1923年4月1日に潮田町に改称し、1925年4月1日に鶴見町に編入。1927年（昭和2年）4月1日には横浜市に編入、同年10月1日には区制施行により、横浜市鶴見区末広町となる。
1916年に浅野造船所（現在のジャパン マリンユナイテッド横浜事業所鶴見工場）と旭硝子（現在のAGC)、1917年に浅野合資会社製鉄部（日本鋼管京浜製鉄所を経て、現在のJFEスチール東日本製鉄所）が操業を始めた。1923年9月1日の関東大震災では工場2棟が火災を起こし、社宅の多くが倒壊した。1925年には芝浦製作所（現在の東芝京浜事業所）が開設。1926年3月に浜川崎駅と弁天橋駅の間に鶴見臨港鉄道が開通。1930年10月には弁天橋駅から鶴見仮停車場まで延伸（鶴見駅乗り入れは1934年12月）、1932年6月には浅野駅と新芝浦駅の間の支線が開通、1940年11月には海芝浦駅まで延伸した。鶴見臨港鉄道は1943年に国有化され国鉄鶴見線となり、1987年には民営化により東日本旅客鉄道の路線となっている。
第一次世界大戦後の不況対策として、神奈川県の事業で1929年から1932年にかけて1丁目の南部の埋立を拡大した。この土地には芝浦工作機械（法人としては現在の芝浦機械。工場は、東芝京浜事業所のタービン工場）や鶴見曹達（現在の東亞合成）などが進出した。2丁目には、昭和に入り協同国産自動車（現在のいすゞ自動車）が工場を開設した。第二次世界大戦での空襲の被害はわずかであったが、一部の工場は米軍に接収された。
1995年4月には1丁目の南端に、横浜市環境事業局鶴見工場（清掃工場）が稼働を開始。翌1996年7月には、余熱を利用した温水プールや温室を備えた高齢者保養研修施設「ふれーゆ」がオープンした。2000年に理化学研究所横浜研究所が発足、環境資源科学研究センター・統合生命医科学研究センター・ライフサイエンス技術基盤研究センターが開設された。翌2001年には横浜市立大学鶴見キャンパス生命医科学研究科が開設され、理研と連携した研究を行う。2017年6月には、1丁目の旭硝子の敷地内にユーグレナによるバイオジェット燃料実証プラントの着工が予定されている。

## 事業所
2021年（令和3年）現在の経済センサス調査による事業所数と従業員数は以下の通りである。
| 丁目        | 事業所数  | 従業員数 |
| ----------- | --------- | -------- |
| 末広町1丁目 | 70事業所  | 4,805人  |
| 末広町2丁目 | 49事業所  | 7,165人  |
| 計          | 119事業所 | 11,970人 |

### 事業者数の変遷
経済センサスによる事業所数の推移。
| 年                 | 事業者数 |
| ------------------ | -------- |
| 2016年（平成28年） | 113      |
| 2021年（令和3年）  | 119      |

### 従業員数の変遷
経済センサスによる従業員数の推移。
| 年                 | 従業員数 |
| ------------------ | -------- |
| 2016年（平成28年） | 8,543    |
| 2021年（令和3年）  | 11,970   |

## その他

### 日本郵便
- 郵便番号 : 230-0045[3]（集配局：鶴見郵便局[17]）

### 警察
町内の警察の管轄区域は以下の通りである。
| 丁目        | 番・番地等 | 警察署     | 交番・駐在所 |
| ----------- | ---------- | ---------- | ------------ |
| 末広町1丁目 | 全域       | 鶴見警察署 | 本町通交番   |
| 末広町2丁目 | 全域       | 鶴見警察署 | 本町通交番   |